# Попешть (комуна, Вилча)
Попешть, Попешті (рум. Popești) — комуна у повіті Вилча в Румунії. До складу комуни входять такі села (дані про населення за 2002 рік):
- Валя-Каселор (79 осіб)
- Деєшть (605 осіб)
- Куртя (328 осіб)
- Меєнь (464 особи)
- Попешть (680 осіб)
- Урші (1023 особи)
- Фіріжба (46 осіб)

Комуна розташована на відстані 171 км на захід від Бухареста, 25 км на південний захід від Римніку-Вилчі, 78 км на північ від Крайови, 139 км на південний захід від Брашова.

## Населення
За даними перепису населення 2002 року у комуні проживали 3225 осіб.
Національний склад населення комуни:
| Національність | Кількість осіб | Відсоток |
| -------------- | -------------- | -------- |
| румуни         | 3223           | 99,9%    |
| угорці         | 1              | < 0,1%   |
| турки          | 1              | < 0,1%   |

Рідною мовою назвали:
| Мова      | Кількість осіб | Відсоток |
| --------- | -------------- | -------- |
| румунська | 3221           | 99,9%    |
| угорська  | 3              | 0,1%     |
| турецька  | 1              | < 0,1%   |

Склад населення комуни за віросповіданням:
| Релігія       | Кількість осіб | Відсоток |
| ------------- | -------------- | -------- |
| православні   | 3220           | 99,8%    |
| п'ятдесятники | 3              | 0,1%     |
| римо-католики | 1              | < 0,1%   |
| мусульмани    | 1              | < 0,1%   |

## Зовнішні посилання
- Дані про комуну Попешть на сайті Ghidul Primăriilor